# Nick Stöpler
Nick Stöpler (Arnhem, 22 de novembre de 1990) és un ciclista neerlandès, especialista amb el ciclisme en pista.

## Palmarès
- 2009
  -  Campió dels Països Baixos en Madison (amb Michael Vingerling)
- 2011
  - 1r als Sis dies de Tilburg (amb Yoeri Havik)
  -  Campió dels Països Baixos en Puntuació
- 2016
  -  Campió dels Països Baixos en Madison (amb Melvin van Zijl)